# Służew (métro de Varsovie)
Służew est une station de la ligne 1 du métro de Varsovie, située à Varsovie, dans le quartier de Mokotów. Inaugurée le 7 avril 1995, la station permet de desservir la rue Wałbrzyskiej.

## Description
La station de plain-pied est d'une largeur de 10m pour 120m de long. La station comporte deux nefs avec une rangée de colonnes au milieu de la plate-forme. Les couleurs principales de cette station sont le jaune, le rouge et le brun. À la surface se trouvent des escaliers ainsi que des ascensceurs pour les personnes souffrant de handicap, cette station dispose de points de vente, de toilettes et de guichets automatiques bancaires.
Cette station est la 6e de la Ligne 1 du métro de Varsovie dans le sens sud-nord, suivie alors de la station Wilanowska, et est la 16e dans le sens nord-sud, suivie de la station Ursynów.

## Position sur la Ligne 1 du métro de Varsovie

Position de la station Służew sur la ligne 1.